# مؤسسه پژوهش و برنامه‌ریزی آموزش عالی
مؤسسه پژوهش و برنامه‌ریزی آموزش عالی  (به انگلیسی: Institute of Research and Planning in Higher Education) نام سازمانی دولتی در ایران است که در سال ۱۳۷۰ شروع به کار کرد. اساسنامه مؤسسه پژوهش و برنامه‌ریزی آموزش عالی در تاریخ ۱۳۶۹/۱۲/۲۵ توسط شورای گسترش آموزش عالی به تصویب رسید. این موسسه وابسته به وزارت علوم، تحقیقات و فناوری است .

## تاریخچه
سابقه برنامه‌ریزی توسعه در ایران به سال ۱۳۲۷ برمی گردد که اولین برنامه توسعه کشور به وسیلهٔ متخصصان خارجی تنظیم گردید و سازماندهی برای برنامه‌ریزی نیز در سال ۱۳۲۸ طراحی شد. در بخش آموزش عالی در سال ۱۳۴۶ وزارت علوم و آموزش عالی تأسیس شد و نیز مؤسسه تحقیقات و برنامه‌ریزی علمی و آموزشی به عنوان سازمانی مستقل در جهت همکاری و همفکری با وزارت علوم و آموزش عالی در سال ۱۳۴۸ پس از طی مراحل قانونی به وجود آمد و در سال ۱۳۶۰ منحل گردید.
بدین ترتیب با انحلال مؤسسه تحقیقات متأسفانه نیروی انسانی با تجربه آن هم در سطح دانشگاه‌ها، وزارت و کشور پراکنده گردیدند. در جریان طراحی برنامه اول توسعه اقتصادی، اجتماعی و فرهنگی جمهوری اسلامی ایران و تدوین برنامه بخش آموزش عالی و تحقیقات، کمبود مطالعات و تحقیقات و اطلاعات مستند علمی و نیروی انسانی متخصص، با تجربه، کاردان و آشنا به امر برنامه‌ریزی توسعه در آموزش عالی احساس گردید که پس از بررسی‌های کارشناسی توسط متخصصان اقتصاد، برنامه‌ریزی و مدیریت، روانشناسی و علوم اجتماعی از دانشگاه‌های تهران، تربیت معلم تهران، شهید بهشتی، شیراز، اصفهان، تبریز و مشهد، طی ۳۵ جلسه ۶ ساعته مسایل و مشکلات آموزش عالی بررسی شد و به منظور چگونگی امر نهادی کردن پژوهش و برنامه‌ریزی در آموزش عالی با استفاده از تجربیات گذشته پیشنهاد گردید که مؤسسه ای با نام مؤسسه پژوهش و برنامه‌ریزی آموزش عالی تأسیس گردد. در این زمینه، اساسنامه مؤسسه پژوهش و برنامه‌ریزی آموزش عالی در تاریخ ۱۳۶۹/۱۲/۲۵ توسط شورای گسترش آموزش عالی به تصویب رسید.
این مؤسسه عملاً از سال ۱۳۷۰ با امکانات مرکز آمار و برنامه‌ریزی آموزشی، که از واحدهای تابعه معاونت آموزشی وزارت متبوع است، شروع به کار نمود و با گذشت مدت زمانی در حدود ۲ سال، سرانجام تشکیلات و نمودار سازمانی آن در تاریخ ۱۳۷۲/۵/۱۲ به تصویب سازمان امور اداری و استخدامی کشور رسید و فعالیت خود را رسماً آغاز نمود.

## روسای مؤسسه
روسای مؤسسه از بدو تأسیس تاکنون

1
دکتر علی باقر طاهری نیا 
دانشگاه تهران
1400 تا کنون
-

| ردیف | نام و نام خانوادگی       | محل خدمت                            | زمان         |
| 2    | دکتر نسرین نورشاهی       | موسسه پژوهش و برنامه‌ریزی آموزش عالی | ۱۳۹۲ تا 1400 |
| 3    | دکتر مسعود هادیان دهکردی | دانشگاه علم و صنعت ایران            | ۱۳۸۹ تا ۱۳۹۲ |
| 4    | دکتر غلامرضا قربانی      | دانشگاه اصفهان                      | ۱۳۸۸ تا ۱۳۸۹ |
| 5    | دکتر محمدحسین سرورالدین  | دانشگاه تبریز                       | ۱۳۸۸ تا ۱۳۸۸ |
| 6    | دکتر عزیزاله معماریانی   | دانشکده علوم اقتصادی                | ۱۳۸۴ تا ۱۳۸۸ |
| 7    | دکتر جعفر کیوانی قمصری   | دانشگاه تربیت معلم                  | ۱۳۸۲ تا ۱۳۸۴ |
| 8    | دکتر جعفر توفیقی داریان  | دانشگاه تربیت مدرس                  | ۱۳۷۸ تا ۱۳۸۲ |
| 9    | دکتر محمد توکل کوثری     | دانشگاه تهران                       | ۱۳۷۶ تا ۱۳۷۸ |
| 10   | دکتر فرهاد دانشجو        | دانشگاه تربیت مدرس                  | ۱۳۷۵ تا ۱۳۷۶ |
| ۱1   | دکتر حسین رحمان سرشت     | دانشگاه علامه طباطبایی              | ۱۳۷۴ تا ۱۳۷۵ |
| ۱2   | دکتر حسن ظهور            | دانشگاه صنعتی شریف                  | ۱۳۷۴ تا ۱۳۷۴ |
| ۱3   | دکتر علی اکبر سیاری      | دانشگاه علوم پزشکی شهید بهشتی       | ۱۳۷۰ تا ۱۳۷۴ |

## اهداف
- زمینه‌سازی مناسب برای تأمین اهداف و مأموریتهای «وزارت علوم، تحقیقات و فناوری»
- توسعه و گسترش پژوهش در زمینه سیاستگذاری و برنامه‌ریزی در نظام آموزش عالی کشور
- زمینه‌سازی مناسب برای ارتقای فعالیت‌های پژوهشی مرتبط ماده

### وظایف کلی مؤسسه
- جمع‌آوری اطلاعات و تهیه گزارش در زمینه خط مشی‌ها و فعالیت‌های اجرایی آموزش عالی و پیشنهاد راه حل‌های مناسب در جهت نیل به اهداف پیش‌بینی شده به مراجع ذی‌صلاح
- تحقیق در زمینه توانایی‌های موجود بخش آموزش عالی و بررسی قابلیت‌ها
- ایجاد پایگاه اطلاعات آموزش عالی در چهارچوب وظایف پیش‌بینی شده، تجزیه و تحلیل آمار و اطلاعات مورد نیاز برنامه‌ریزی آموزش عالی و عنداللزوم انتشار و ارائه آن[۴][۵]
- پژوهش برای دستیابی به بهترین و مناسب‌ترین فنون و روش‌های برنامه‌ریزی با مطالعه تطبیقی نظام‌های آموزش عالی
- تحقیق در زمینه منابع تأمین مالی آموزش عالی
- تهیه طرح آمایش آموزش عالی کشور و تهیه برنامه‌های جامع بلند مدت و میان مدت و مکان‌یابی جهت تأسیس و توسعه مراکز آموزش عالی و اراِئه آن به مراجع ذی‌صلاح
- تحقیق در زمینه عملکرد بخش آموزش و مقایسه آن با اهداف تعیین شده
- پژوهش پیرامون عوامل مؤثر در آموزش عالی نظیر مدیریت، اعضای هیئت علمی، دانشجو و کارکنان، تجهیزات، کتابخانه‌ها و ابنیه و اماکن آموزشی و …
- پژوهش در زمینه انطباق برنامه‌های آموزش عالی با اهداف اقتصادی، اجتماعی و فرهنگی کشور
- پژوهش پیرامون ارتباط زمینه تحصیلی با اشتغال فارغ التحصیلان و تهیه آمار مربوط به نیازهای بازار کار به تخصص‌های آموزش عالی و انعکاس آن به مراجع ذی‌صلاح
- پژوهش در زمینه فعالیت‌های انجمنهای علمی و ارائه پیشنهاد به منظور جهت دادن آن در راستای اهداف آموزش عالی کشور
- بررسی سمینارهای علمی یا تخصصی در چارچوب وظایف پیش‌بینی شده
- پژوهش دربارهٔ معیارهای معتبر مربوط به ساختار مدیریت و تشکیلات دانشگاه‌ها و مراکز تحقیقاتی در رابطه با سیاست‌های توسعه آموزش عالی و پژوهش‌های علمی کشور
- برگزاری دوره‌های آموزشی برای ارتقای دانش و مهارت مدیران و برنامه ریزان در بخش آموزش عالی انتشار نتایج تحقیقات و بررسی‌های انجام شده
- گسترش فرهنگ آماری و اطلاع‌رسانی در دانشگاه‌ها و موسسات آموزش عالی
- پژوهش دربارهٔ برنامه‌های علمی و آموزشی برای ترویج فرهنگ اسلامی در محیطهای علمی و دانشگاهی
- مطالعه دربارهٔ استفاده بهینه ارتباطات بین مؤسسات آموزش عالی و مراکز پژوهشی در داخل و خارج از کشور
- مطالعه در کیفیت دروس دانشگاهی از حیث انطباق با نیازهای کشور
- مطالعه و پیشنهاد سیاست‌های برنامه‌ریزی آموزش به مراجع ذی‌صلاح

## انتشارات
این مؤسسه بیش از ۵۰ عنوان کتاب چاپ شده، بیش از ۱۰۰ عنوان انتشارات دوره ای شامل فصلنامه‌ها، گزارش‌ها و … را در کارنامه خود دارد.
- فصلنامه پژوهش و برنامه‌ریزی در آموزش عالی (این نشریه از تاریخ ۱۳۷۸/۰۸/۰۱ دارای رتبه علمی-پژوهشی(وزارت علوم) است)[۸][۹]
- مجله نامه آموزش عالی[۱۰][۱۱]

## گروه‌های پژوهشی
- اقتصاد آموزش عالی و بررسی‌های نیروی انسانی
- برنامه‌ریزی آموزش عالی
- پژوهش‌های آماری و فناوری اطلاعات
- مطالعات تطبیقی و نوآوری در آموزش عالی
- مطالعات مدیریت آموزش عالی
- نوآوری آموزشی و درسی

### میز آینده پژوهی آموزش عالی
میز آینده پژوهی «ساختاری گفتگویی» است که از ابتدای سال ۱۳۹۳ در مؤسسه پژوهش و برنامه‌ریزی آموزش عالی تأسیس شده‌است. منظور اصلی از تأسیس این نهاد علمی و پژوهشی و ارتباطی، مسئله گشایی، جستارگشایی و دستور گشایی برای سیاستگذاران، دانشگاهیان و ذی نفعان مختلف اجتماعی آموزش عالی با رویکرد آینده اندیشی و با سازوکار هم‌اندیشی و تشکیل پانل‌های تخصصی وگروه‌های بحث کانونی واجرای تکنیک‌های دلفی و سناریونویسی است.

### دوره‌های دانش افزایی
- کارگاه آموزشی آشنایی با کارویژه‌های دانشگاه پژوهی (IR)[۱۳]
- کارگاه آموزشی اخلاق حرفه‌ای در پژوهش‌های دانشگاهی[۱۴]
- کارگاه آموزشی یک روزه روش تحقیق کیفی با تأکید بر گراندد تئوری[۱۵]
- بهبود کیفیت دوره‌های تحصیلات تکمیلی در دانشگاه‌ها[۱۶]
- ارزیابی عملکرد دانشگاهی و پیچیدگی آن[۱۷]
- تفکر همه‌جانبه نگر در مدیریت و برنامه‌ریزی دانشگاه‌ها[۱۸]

### دوره کارشناسی ارشد
قوانین و آیین‌نامه‌ها - آیین‌نامه‌ها
- بخشنامه در خصوص حمایت بنیاد ملی نخبگان از دانشجویان نمونه کشوری
- جدول زمانبندی فرایند دانشجوی نمونه سال ۱۳۹۵
- آیین‌نامه شورای صنفی دانشجویان دانشگاه‌های کشور
- دستورالعمل اجرای دوره کارشناسی ارشد
- نحوه محاسبه هزینه دانشجویان روزانه
- پذیرش استعداد درخشان

## آمار آموزش عالی
آمار آموزش عالی از سال تحصیلی ۸۳–۸۲ تاکنون در یک نگاه:
- آمار آموزش عالی ایران در یک نگاه سال تحصیلی (۹۵-۱۳۹۴)
- آمار آموزش عالی ایران در یک نگاه سال تحصیلی (۹۴-۱۳۹۳)
- آمار آموزش عالی ایران در یک نگاه سال تحصیلی (۹۳-۱۳۹۲)
- آمار آموزش عالی ایران در یک نگاه سال تحصیلی (۹۲-۱۳۹۱)
- آمار آموزش عالی ایران در یک نگاه سال تحصیلی (۹۱-۱۳۹۰)
- آمار آموزش عالی ایران در یک نگاه سال تحصیلی (۹۰-۱۳۸۹)
- آمار آموزش عالی ایران در یک نگاه سال تحصیلی (۸۹-۱۳۸۸)
- آمار آموزش عالی ایران در یک نگاه سال تحصیلی (۸۸-۱۳۸۷)
- آمار آموزش عالی ایران در یک نگاه سال تحصیلی (۸۷-۱۳۸۶)
- آمار آموزش عالی ایران در یک نگاه سال تحصیلی (۸۵-۱۳۸۴)
- آمار آموزش عالی ایران در یک نگاه سال تحصیلی (۸۴-۱۳۸۳)
- آمار آموزش عالی ایران در یک نگاه سال تحصیلی (۸۳-۱۳۸۲)

آمار و جداول دانش آموختگان سال ۹۴–۱۳۹۳ بخش اول:
- توزیع تعداد دانش آموختگان بر حسب دوره تحصیلی و به تفکیک استان محل تحصیل و جنسیت در سال تحصیلی ۹۳-۱۳۹۲
- توزیع تعداد دانش آموختگان بر حسب دوره تحصیلی و به تفکیک گروه تحصیلی (تقسیم‌بندی یونسکو) و جنسیت در سال تحصیلی ۹۳-۱۳۹۲
- توزیع تعداد دانش آموختگان بر حسب دوره تحصیلی و به تفکیک گروه تحصیلی در سال تحصیلی ۹۳-۱۳۹۲
- توزیع تعداد دانش آموختگان بر حسب دوره تحصیلی و به تفکیک نوع مرکز آموزشی جنسیت در سال تحصیلی ۹۳-۱۳۹۲
- توزیع تعداد دانش آموختگان بر حسب دوره تحصیلی و به تفکیک نوع وابستگی مرکز آموزشی و جنسیت در سال تحصیلی ۹۳-۱۳۹۲

آمار و جداول دانش آموختگان سال ۹۴–۱۳۹۳ بخش دوم:
- توزیع تعداد دانش آموختگان بر حسب دوره تحصیلی و به تفکیک گروه تحصیلی (تقسیم‌بندی یونسکو) و جنسیت در سال تحصیلی ۹۳-۱۳۹۲
- توزیع تعداد دانش آموختگان بر حسب دوره تحصیلی و به تفکیک استان محل تحصیل و جنسیت در سال تحصیلی ۹۳-۱۳۹۲
- توزیع تعداد دانش آموختگان بر حسب دوره تحصیلی و به تفکیک گروه تحصیلی و جنسیت در سال تحصیلی ۹۳-۱۳۹۲

## کتابخانه
کتابخانه مؤسسه با توجه به رسالت، اهداف و مأموریت مؤسسه، به منظور ارائه خدمات به محققان و پژوهشگران تشکیل شده‌است. در این کتابخانه در مجموع تعداد ۹۵۲۶ عنوان منبع علمی به صورت کتاب، طرح پژوهشی، گزارش علمی، نشریه و لوح فشرده به زبان فارسی و انگلیسی با تأکید بر حوزه آموزش عالی وجود دارد. کلیه علاقه‌مندان و دانش‌پژوهان می‌توانند از خدمات تخصصی این کتابخانه استفاده کنند.